# Penicillium funiculosum
Penicillium funiculosum är en svampart som beskrevs av Thom 1910. Penicillium funiculosum ingår i släktet Penicillium och familjen Trichocomaceae.   Inga underarter finns listade i Catalogue of Life.

## Bildgalleri

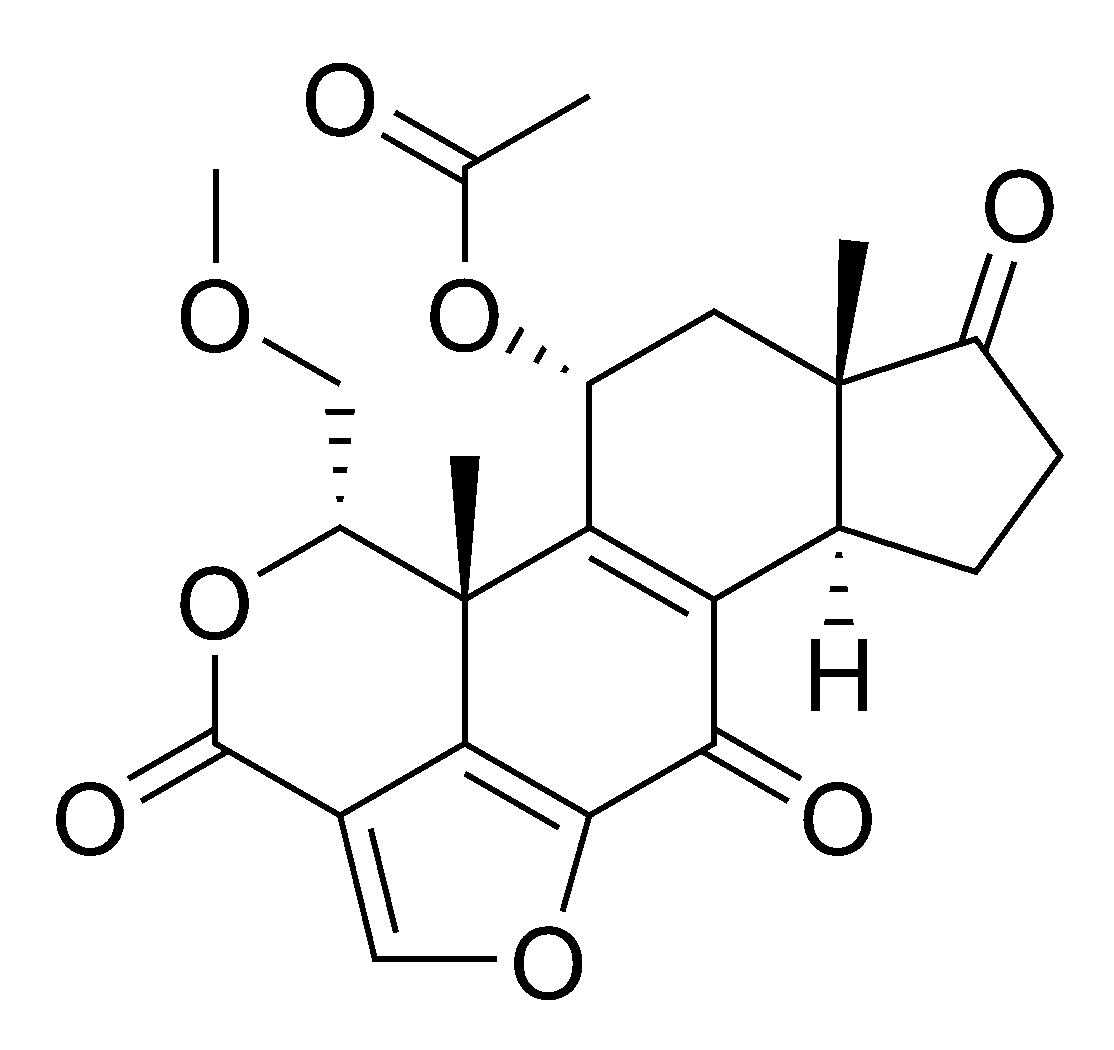